# Famille Pongrácz de Szentmiklós et Óvár
Pour les articles homonymes, voir Pongrácz.
La famille Pongrácz de Szentmiklós et Óvár (en hongrois : Szentmiklósi és óvári Pongrácz) est une famille noble hongroise fondée par le comte Lörinz au XIIIe siècle.

## Histoire
D'après Ivan Nagy, cette famille aurait des origines tchèques. Le plus ancien document connu est la lettre d'anoblissement de Lorinz Comes datant de 1241. À cette époque, le roi Béla IV de Hongrie offrit aux deux fils de Lorinz, Serefil et Bogomér, le village de Mátéföld (aussi connu sous le nom de Zent-Miklós, Saint Nicolas en français, aujourd'hui Tchynadiyovo (en) (Чинадійово) en Ukraine). Ce village devenue ville depuis, garde jusqu'à aujourd'hui les marques de cette famille puisque Pongrác Pongrácz y fera construire en 1443 une enceinte dont une petite partie existe encore aujourd'hui. C'est du nom de ce village que cette famille tirera son nom.
Incapable de rembourser une importante dette de 12 000 florins d'or contractée auprès de la famille Pongrácz, le roi Ladislas Ier de Bohême céda à Pongrácz II les châteaux de Sztrecsno (aujourd'hui Strečno en Slovaquie) et de Ovár (aujourd'hui Olováry en Slovaquie). À la même époque, Pongrácz II contrôlait aussi les châteaux de Blatnicza (aujourd'hui Blatnica en Slovaquie) et de Berencs (aujourd'hui Branč en Slovaquie).
En 1479 Istvan Pongrácz et d'autres familles nobles s'opposèrent au roi Matthias Ier de Hongrie lorsque ce dernier occupa de force la forteresse d'Ugrócz (aujourd'hui Uhrovec en Slovaquie).

## Armoiries
L'utilisation de ces armes date du début du XVe siècle.